# David Carnegie, XIV conte di Northesk
David John MacRae Carnegie (3 novembre 1954 – 28 marzo 2010) è stato un politico scozzese.

## Biografia
Nacque il 3 novembre 1954 da Robert Andrew Carnegie, XIII conte di Northesk e da Jean Margaret MacRae.
Tra il 1975 e il 1994 fu chiamato Lord Rosehill.

## Carriera politica
Lord Northesk ereditò la contea alla morte del padre nel 1994, dal momento che, pur essendo secondo figlio, il suo fratello maggiore perì ancora infante per cause accidentali. 
Divenne quindi membro della House of Lords, sedendo nei banchi del Partito dei Conservatori. Successivamente, fu uno dei 92 Pari eletti per rimanere nella House of Lords a seguito dell'approvazione dell'House of Lords Act 1999. Nella House of Lords, si impegnò in atti relativi alle libertà civili a alla difesa della privacy, mentre si oppose all'Identity Cards Act 2006 e alle nuove norme sulla difesa del copyright online come quelle contenute nel Digital Economy Act 2010.

## Famiglia
Lord Northesk sposò Jacqueline Dundas Reid nel 1979 e ebbe quattro figli:
- Alexander Robert Macrae Carnegie, Lord Rosehill (16 novembre 1980 – 31 agosto 2001).
- Lady Sarah Louise Mary Carnegie (nata il 29 ottobre 1982).
- Lady Fiona Jean Elizabeth Carnegie (nata il 24 marzo 1987).
- Lady Sophie Margaret Jean Carnegie (nata il 9 gennaio 1990).

Nel 2001, il suo figlio maggiore, unico figlio maschio, Lord Rosehill, un paziente psichiatrico, si suicidò appena ventenne con il fucile del padre mentre stava trascorrendo un permesso dell'ospedale presso la fattoria di famiglia nel West Sussex.
Morì il 28 marzo 2010 all'età di 55 anni. Alla morte di Lord Northesk, avvenuta per cause non rivelate, il titolo di conte di Northesk passò ad un lontano parente, il cugino di VIII grado Patrick Charles Carnegy. Il posto lasciato vacante nella House of Lords richiese una elezione speciale perché un Pari ereditario conservatore potesse sostituirlo.